# Kuijasvaara
Kuijasvaara är en kulle i Finland.   Den ligger i den ekonomiska regionen  Tornedalens ekonomiska region  och landskapet Lappland, i den norra delen av landet, 700 km norr om huvudstaden Helsingfors. Toppen på Kuijasvaara är 173 meter över havet.
Terrängen runt Kuijasvaara är huvudsakligen platt. Runt Kuijasvaara är det mycket glesbefolkat, med 2 invånare per kvadratkilometer.